# Letter
Letter или ANSI Letter (англ. Letter — «письмо») — формат бумаги, который обычно используется в США, Канаде, Мексике и некоторых других странах. Наиболее используемым похожим форматом за пределами Северной Америки является международный стандарт A4.
Размер листа формата Letter 8½×11 дюймов или 215,9×279,4 мм, в то время как формат А4 имеет размер 210×297 мм, то есть лист формата Letter короче и шире, чем A4. Соотношение сторон 17:22 ≈ 1,294, а диагональ составляет ≈ 13,901 дюйма (353,1 мм).
Рональд Рейган утвердил этот формат бумаги для использования в федеральных формах США, до этого использовался меньший «официальный» размер 8×10½ дюймов.
Часто можно встретить описание базового веса в 20 или 24 фунта (типичный вес офисной бумаги Letter) — вес 500 листов бумаги размером 17×22 дюйма, которые производитель разрезает в 4 пачки бумаги формата Letter. Поэтому 1 пачка двадцатифунтовой бумаги весит 5 фунтов, а один лист двадцатифунтовой бумаги весит 0,16 унции или 4,54 грамма, что эквивалентно плотности 72 г/м3.
В отличие от стандартной бумаги A4, которая является геометрическим подмножеством диапазона форматов бумаги, основанных на стандарте Международной организации по стандартизации, происхождение размеров формата Letter не установлено точно и не является внятно документированным. Американская ассоциация леса и бумаги утверждает, что размеры происходят с тех времён, когда бумага производилась вручную, и что 11-дюймовая длина страницы — это четверть «средней максимальной длины рук опытного рабочего».

## Разметка
На бумаге размером 8,5 x 11 можно почти идеально выложить равносторонние треугольники, если разделить бумагу на трети. Погрешность в длинах сторон треугольников составляет всего 0,3%. Рисунок из треугольников и, следовательно, близкое приближение к соотношению 8,5:11 (17:22) могут быть созданы с помощью циркуля и прямой кромки.